# Gare de Wuhan
La gare de Wuhan (chinois : 武汉站) est une gare ferroviaire chinoise de la LGV Wuhan-Canton, située à Wuhan, dans la province de Hubei.

## Situation ferroviaire
La gare de Wuhan est le terminus de la LGV Wuhan-Canton.

## Histoire
La gare a été inaugurée le 26 septembre 2010, après être entrée en service un an auparavant, le 20 décembre 2009.

## Galerie de photographies

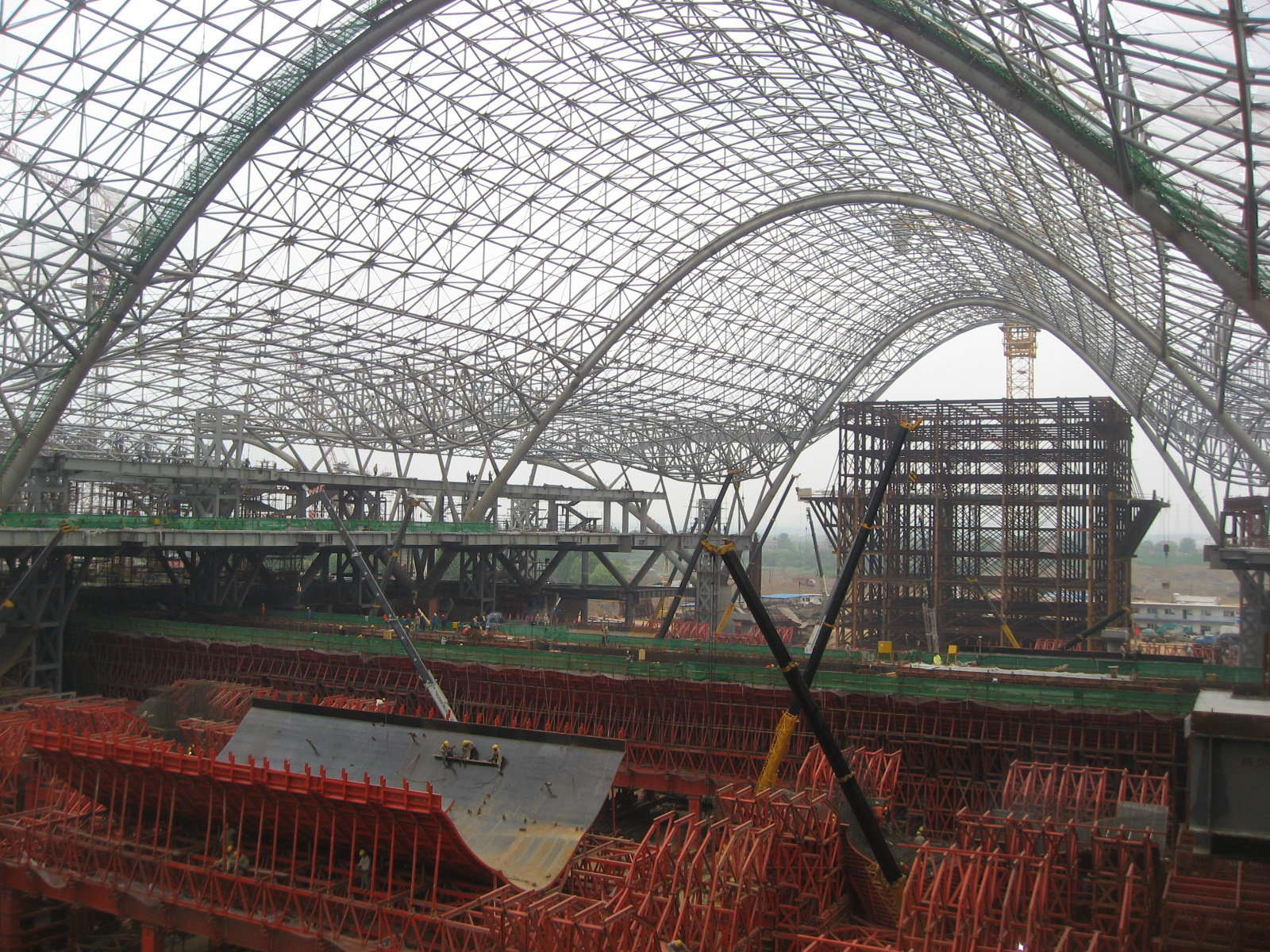
Structure en construction
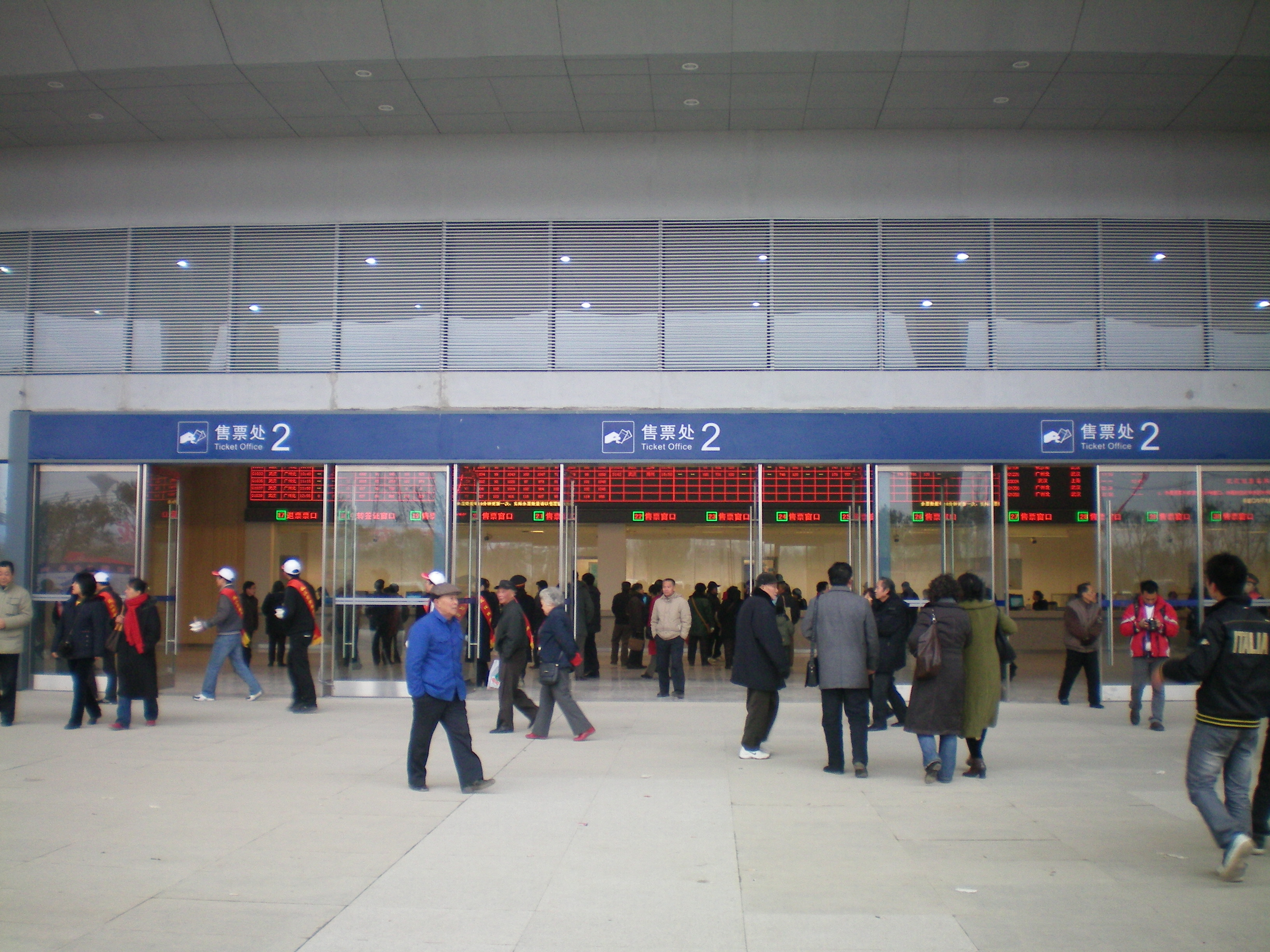
Entrée
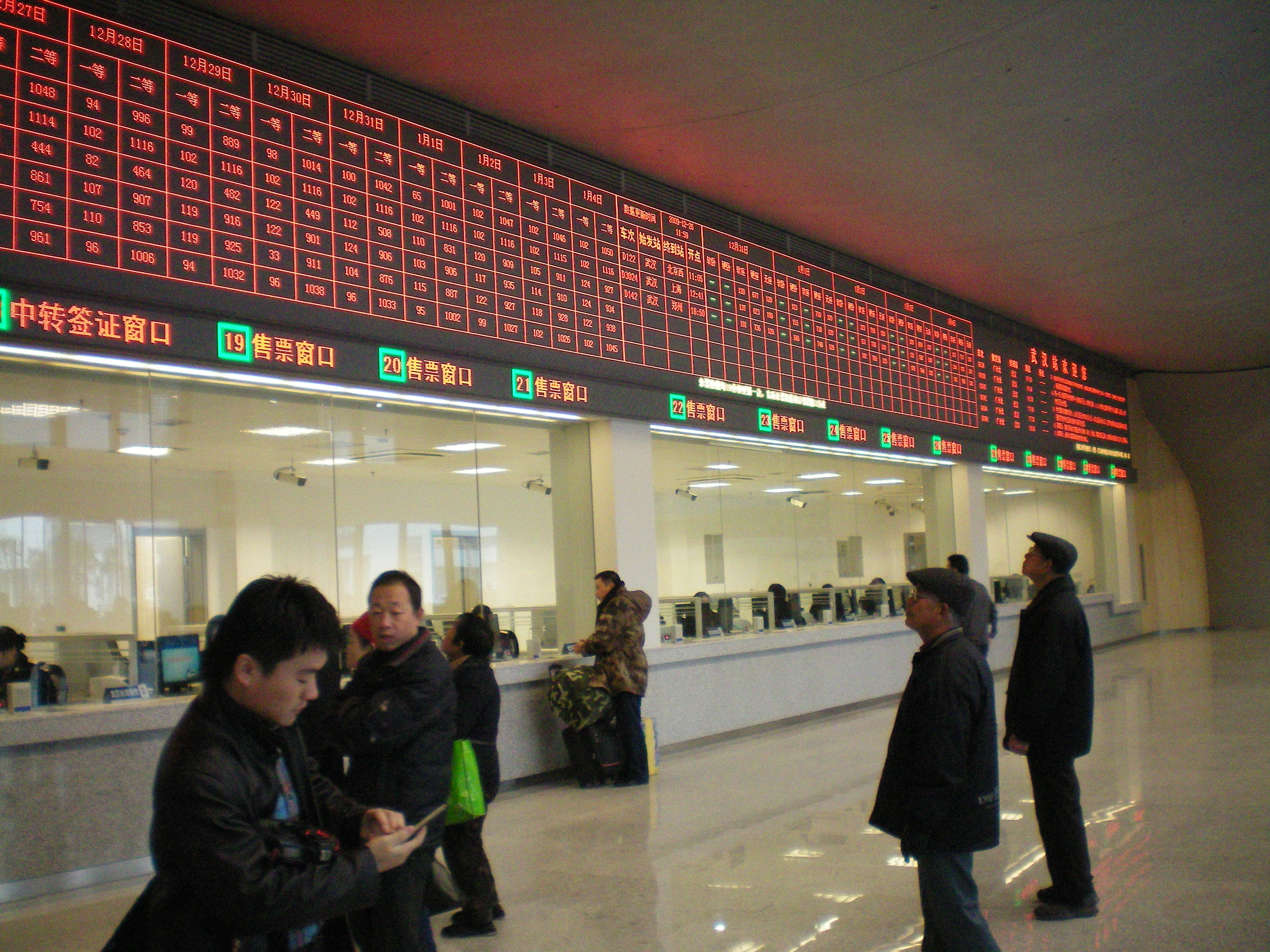
Hall des billets